# Seis de Octubre, Durango
Seis de Octubre är en ort i Mexiko.   Den ligger i kommunen Gómez Palacio och delstaten Durango, i den centrala delen av landet, 800 km nordväst om huvudstaden Mexico City. Seis de Octubre ligger 1 109 meter över havet och antalet invånare är 1 528.
Terrängen runt Seis de Octubre är platt. Runt Seis de Octubre är det tätbefolkat, med 308 invånare per kvadratkilometer. Närmaste större samhälle är Poanas, 5,9 km sydväst om Seis de Octubre. Trakten runt Seis de Octubre består till största delen av jordbruksmark.